# Либих (лунный кратер)
Кратер Либих (лат. Liebig) — крупный древний ударный кратер на западном побережье Моря Влажности на видимой стороне Луны. Название присвоено в честь немецкого химика Юстуса Либиха (1803—1873) и утверждено Международным астрономическим союзом в 1935 г. Образование кратера относится к нектарскому периоду.

## Описание кратера

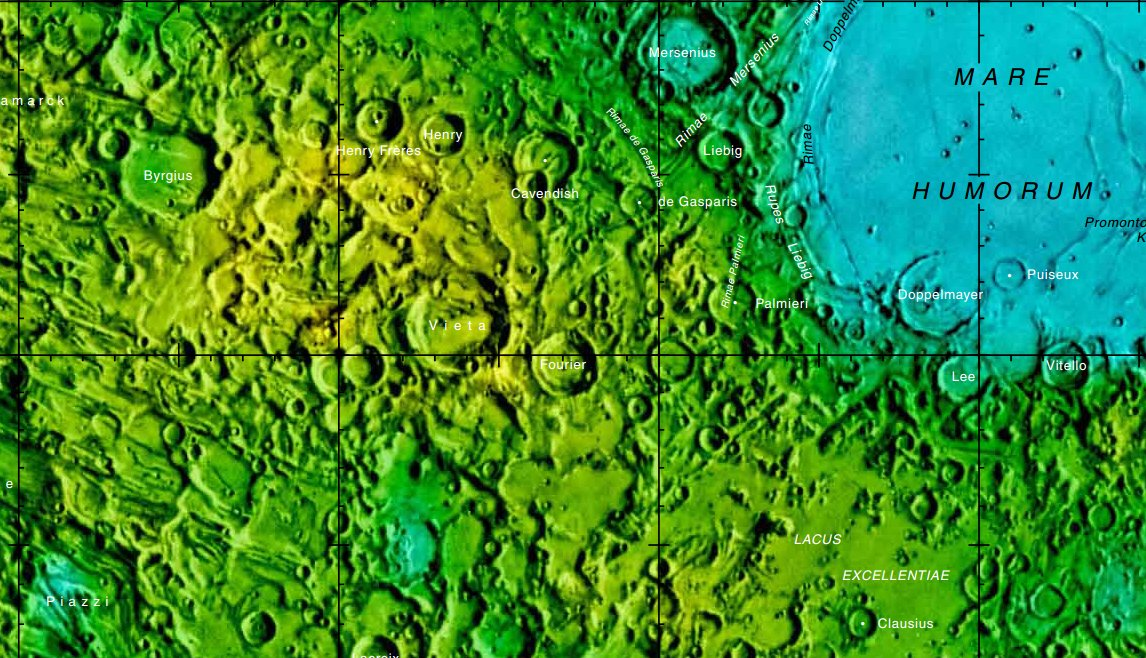
Окрестности кратера Либих. Фрагмент карты видимой стороны Луны.

Ближайшими соседями кратера являются кратер Кавендиш на западе; кратер Мерсенн на севере; кратер Пальмьери на юге и кратер Де Гаспарис на юго-западе. На западе от кратера находятся борозды Де Гаспариса; на севере-северо-востоке - борозды Мерсенна; на востоке уступ Либиха; на юге-юго-востоке борозды Пальмьери. Селенографические координаты центра кратера 24°21′ ю. ш. 48°18′ з. д. / 24,35° ю. ш. 48,3° з. д., диаметр 39,0 км, глубина 2360 м.
Кратер Либих имеет полигональную форму и умеренно разрушен. Вал сглажен, но сохранил достаточно четкие очертания, южная часть вала спрямлена. Внутренний склон вала гладкий и сравнительно узкий, восточная часть перекрыта сателлитным кратером Либих A (см. ниже). Высота вала над окружающей местностью достигает 1000 м, объем кратера составляет приблизительно 1000 км³. Дно чаши сравнительно ровное, без приметных структур.

## Сателлитные кратеры

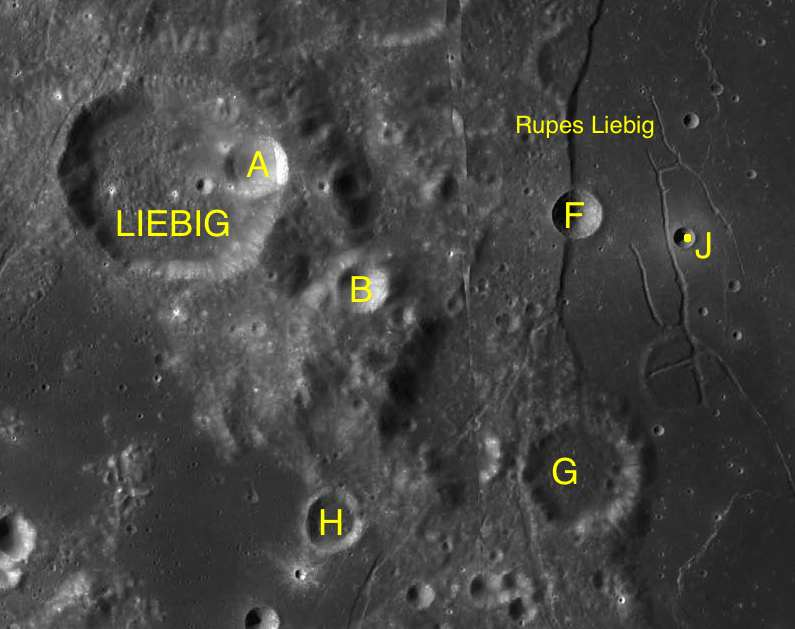
Фрагмент карты LAC-93.

| Либих | Координаты                                            | Диаметр, км |
| ----- | ----------------------------------------------------- | ----------- |
| A     | 24°17′ ю. ш. 47°45′ з. д. / 24,28° ю. ш. 47,75° з. д. | 11,1        |
| B     | 25°01′ ю. ш. 47°09′ з. д. / 25,01° ю. ш. 47,15° з. д. | 8,7         |
| F     | 24°40′ ю. ш. 45°47′ з. д. / 24,67° ю. ш. 45,78° з. д. | 8,5         |
| G     | 26°08′ ю. ш. 45°50′ з. д. / 26,14° ю. ш. 45,83° з. д. | 20,2        |
| H     | 26°19′ ю. ш. 47°25′ з. д. / 26,32° ю. ш. 47,41° з. д. | 10,3        |
| J     | 24°50′ ю. ш. 45°08′ з. д. / 24,83° ю. ш. 45,13° з. д. | 3,6         |

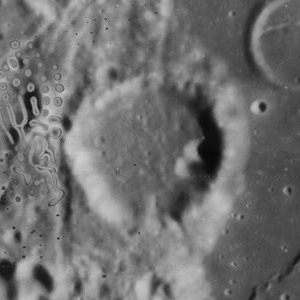
Сателлитный кратер Либих G. Снимок зонда Lunar Orbiter - IV.
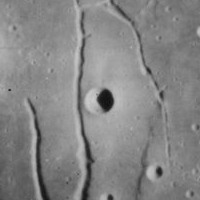
Сателлитный кратер Либих J. Снимок зонда Lunar Orbiter - IV.

## См.также
- Список кратеров на Луне
- Лунный кратер
- Морфологический каталог кратеров Луны
- Планетная номенклатура
- Селенография
- Минералогия Луны
- Геология Луны
- Поздняя тяжёлая бомбардировка